# يوكي إيكيدا
يوكي إيكيدا هو لاعب كرة قدم ياباني في مركز الوسط، ولد في 1995 في ماتسودو في اليابان. لعب مع رواسو كوماموتو.